# Entrega de la Rosa de Oro (España)
La entrega de la Rosa de Oro fue una ceremonia de la corte española en que la reina de España recibía el citado obsequio remitido por el papa.

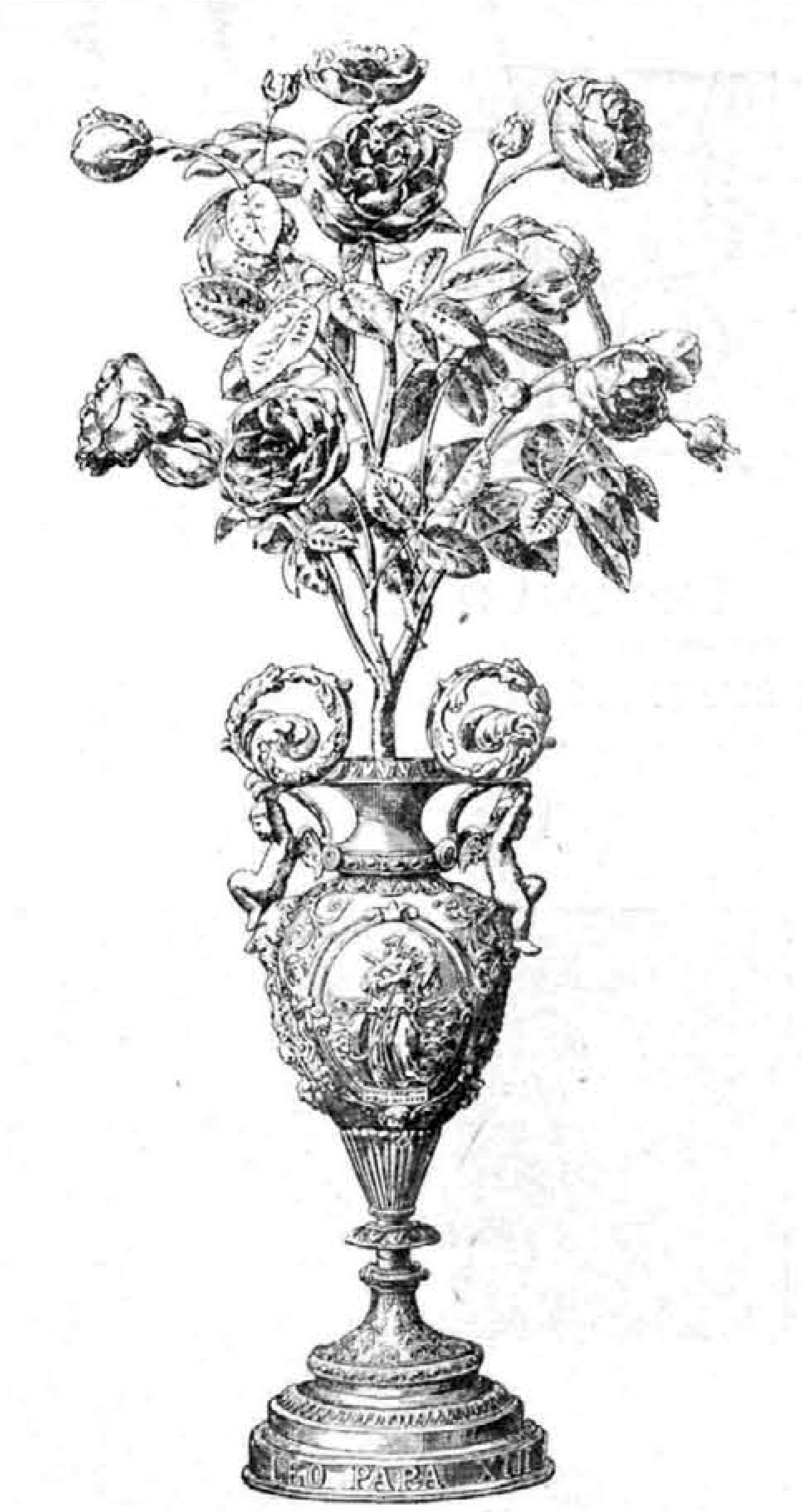
Rosa de Oro enviada a María Cristina de Austria en 1886.

## Historia

### Introducción
La Rosa de Oro es un regalo remitido desde el siglo XI por los papas a distintos soberanos, princesas y en la actualidad a basílicas y tempos católicos. El obsequio consistía en una rosa o rosas de oro bendecidas en la cuarta domínica de Cuaresma. Con el tiempo este presente fue utilizado por los papas como instrumento de sus relaciones diplomáticas. Así mismo la Rosa de Oro fue adoptando formas artísticas para ser presentadas en las distintas cortes de los príncipes a quien eran enviadas. Desde finales del siglo XVIII el objeto bendecido fue enviado únicamente a soberanas, esposas de soberanos o princesas de sexo femenino. El encargado de llevar la Rosa a su destinatario era un eclesiástico nombrado ablegado apostólico por medio de un breve.

### En España
En España, la primera Rosa de Oro entregada fue la que Alfonso VII recibió de Eugenio III en 1146. Posteriormente entre otros serían enviadas rosas de oro a: Juan II de Castilla (1435); Isabel I de Castilla (1493); Gonzalo Fernández de Córdoba (1497), Isabel Juana de la Lama y de la Cueva, duquesa de Alburquerque (1569); Juan de Austria (1574); la infanta Isabel Clara Eugenia (1591); Margarita de Austria, esposa de Felipe III, entonces príncipe de Asturias (1598); Isabel de Francia, esposa de Felipe IV, entonces príncipe (1618); Mariana de Austria, esposa de Felipe IV (1649) y María Luisa de Saboya, esposa de Felipe V (1701). Se tienen noticias de que la entrega de la Rosa de Oro a Isabel Clara Eugenia se realizó de acuerdo a un ceremonial solemne.
En 1868 con motivo de la reanudación de las relaciones con la Santa Sede tras el Concordato de 1851, Pío IX envío la Rosa de Oro a Isabel II. Le fue entregada en una ceremonia solemne en el marco de una capilla pública en el Palacio Real de Madrid.

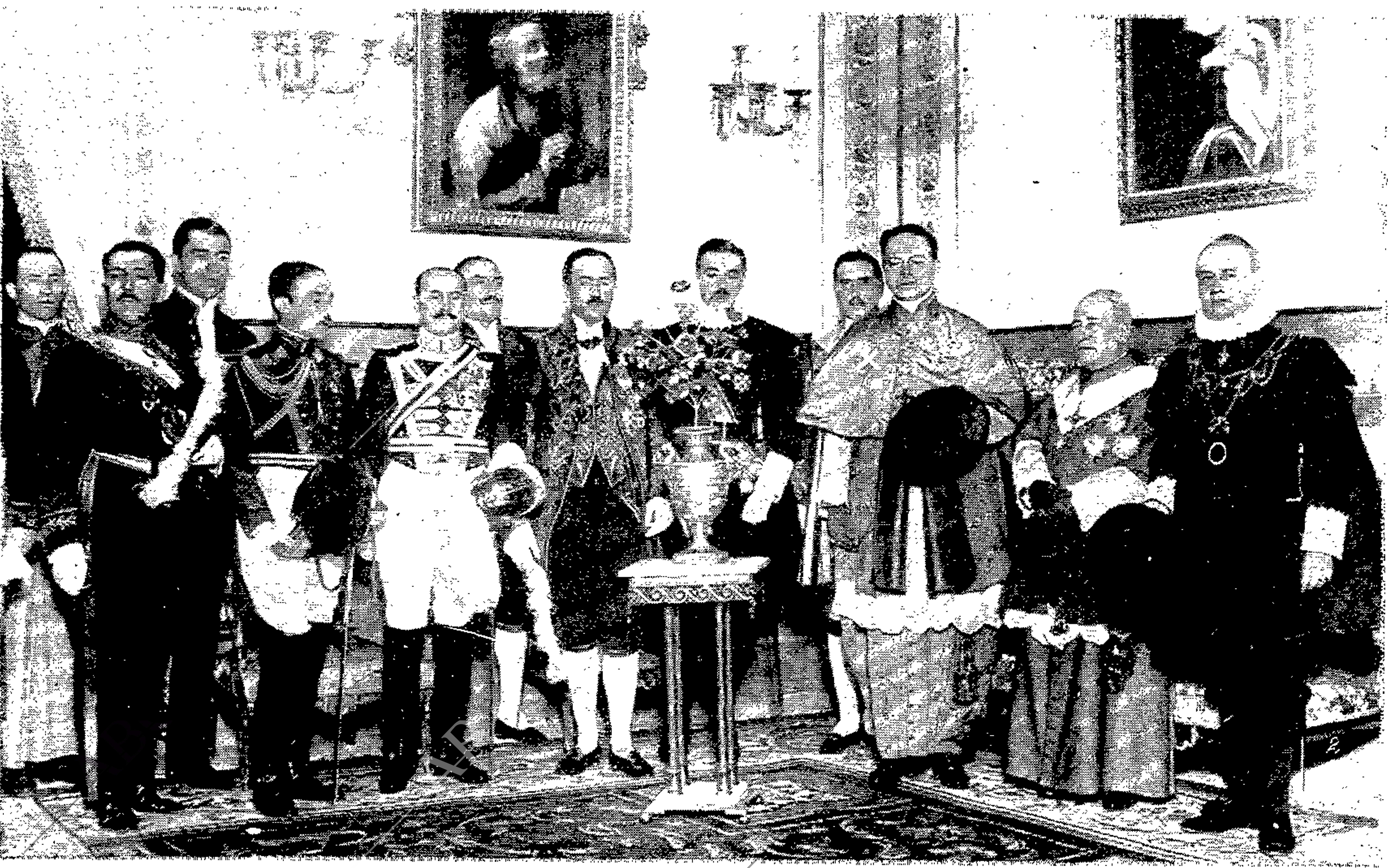
Comitiva pontificia y altos cargos palatinos españoles en la Nunciatura de recoger la Rosa de Oro en la Nunciatura para su entrega a la reina Victoria Eugenia en 1923.

En el último tercio del siglo XIX la ceremonia, al igual que otras ceremonias palatinas de la corte española, se sistematizó y tomó su forma definitiva. Las últimas rosas de oro fueron las entregadas a:
- María Cristina de Austria, reina regente de España, enviada por León XIII en 1888;[5][6]
- Victoria Eugenia de Battenberg, reina consorte de España, enviada por Pío XI en 1923.[7][8][9]

## Desarrollo
Desde que se conoce la existencia de una ceremonia de entrega de la Rosa de Oro, esta se ha realizado de forma solemne en la capilla del Alcázar de Madrid y después en la del Palacio Real de Madrid.

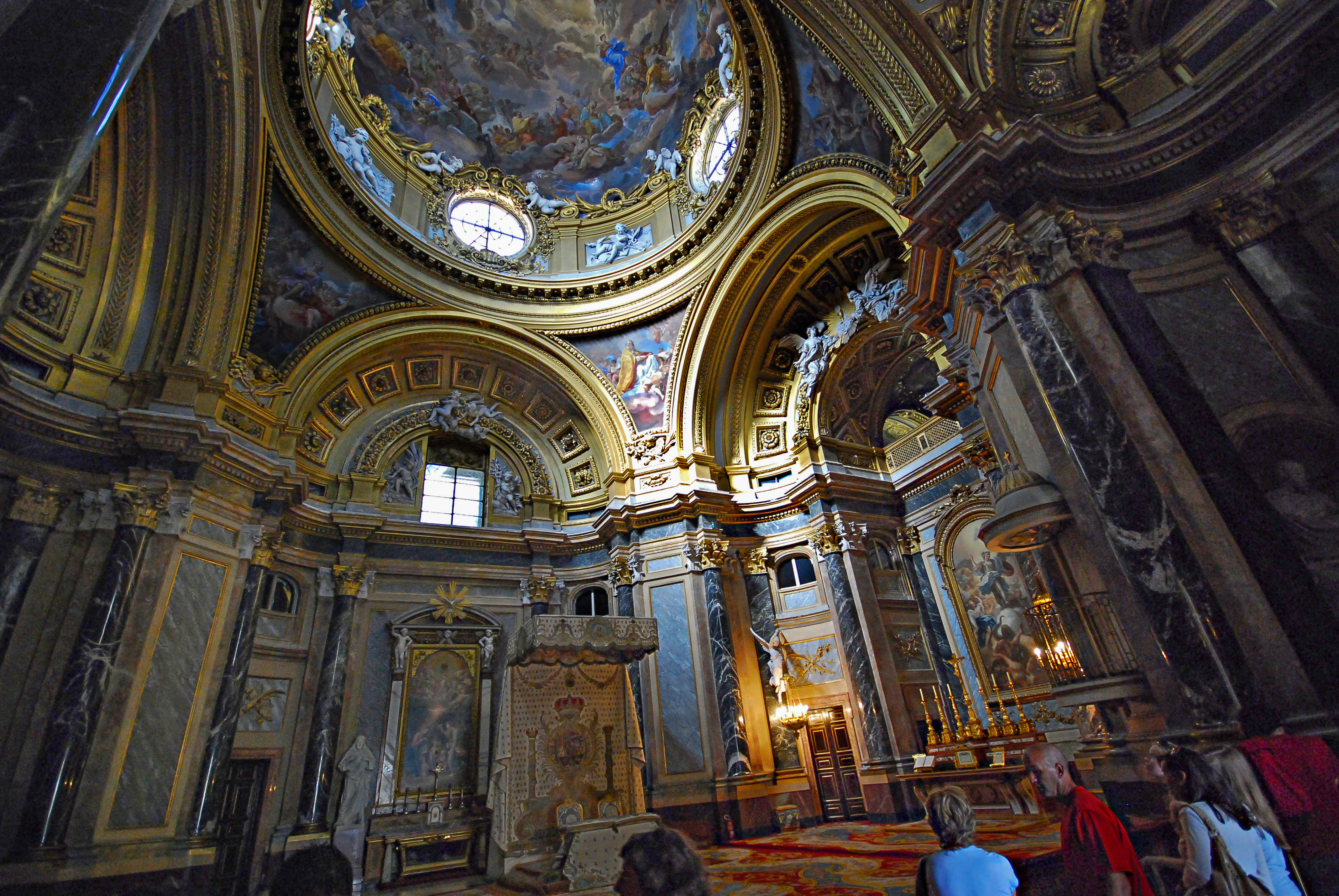
Vista de la capilla del Palacio Real de Madrid en donde desde 1868 se celebraba la ceremonia de entrega.

A partir de la ceremonia de entrega de 1868 pueden identificarse algunos elementos comunes de las ceremonias. Con anterioridad a la ceremonia era usual que el soberano y su consorte recibieran en audiencia privada al ablegado apostólico encargado de la entrega, recibiendo de este el breve pontificio que le nombraba a tal efecto. Además en esta audiencia se señalaba un día para la ceremonia de entrega.
El día señalado, para recoger la Rosa de Oro custiodada por el ablegado pontificio que moraba en el palacio de la Nunciatura, desde la Real Casa se enviaba una compañía de infantería, tres coches de gala, un caballerizo y un correo de la real casa bajo las órdenes de un gentilhombre de cámara con ejercicio y servidumbre. La comitiva llegaba al Real Palacio y la Rosa de Oro y su portador eran recibidos con honores de ordenanza y se dirigían a la Real Capilla, donde la Rosa de Oro era colocada en el altar mayor. A la vez la familia real iniciaba su marcha hacia la capilla real, en forma similar a las capillas públicas. Una vez llegaba la familia real a la capilla y colocados los reyes en la Real Cortina, comenzaba a celebrarse la misa, normalmente por parte del eclesiástico encargado de la entrega de la Rosa de Oro. Tras la finalización de la misma, el ablegado se sentaba de espaldas al altar, se leía en alta voz el breve pontificio de concesión, la reina se acercaba hasta el eclesiástico y recibía arrodillada la Rosa de Oro. Mientras la reina recibía la Rosa de Oro, el eclesiástico pronunciaba las palabras previstas por el ritual romano para la ocasión. Posteriormente la reina regresaba a la Real Cortina, entregando la Rosa de Oro a un alto cargo palatino, y el ablegado otorgaba la bendición. Con esto finalizaba la ceremonia propiamente dicha, volviendo a la Real Cámara de forma solemne y en procesión.

### Individuales
1. ↑  La Rosa d'oro pontificia. Racconto-istorico ... Con gli opuscoli d'alcuni autori, che di essa hanno scritto (en italiano). Nella Stamperia della Reu. Camera Apostolica. 1681. Consultado el 18 de marzo de 2019.
2. ↑  Moroni, Gaetano (1840). «Ablegati pontificii ed apostolici». Dizionario di erudizione storico-ecclesiastica (en italiano) (Venecia: Tipografia Emiliana) 1: 33-34. Wikidata Q302523.
3. ↑  Nogués, 1896, p. 127-131.
4. ↑  «Interior.- Madrid.- Capilla pública en Palacio, con motivo del regalo de la Rosa de oro. [...]». Gaceta de Madrid (39). 8 de febrero de 1868. p. 13.
5. ↑  «Cancillería.- Acta de la entrega de la Rosa de Oro que Su Santidad León XIII remite á S. M . la Reina Regente de España.». Gaceta de Madrid (185). 4 de julio de 1886. p. 29.
6. ↑  «La Rosa de Oro». La Ilustración Artística (238). 19 de julio de 1886. p. 250.
7. ↑  «Entrega de la Rosa de Oro a S.M. la Reina Victoria». ABC (Suelto). 22 de mayo de 1923. p. 17.
8. ↑  «CANCILLERIA.- Recepción por SS. MM. (q. D. g.) en audiencia privada del Excmo Monseñor Federico Tedeschini, Arzobispo de Lepanto, Nuncio Apostólico, en calidad de Delegado y Comisario Apostólico, para entregar a S. M. la Reina la Rosa de Oro con que el Papa Pío XI ha tenido a bien agraciarla.». Gaceta de Madrid (142). 22 de mayo de 1923. p. 719.
9. ↑  «ABC en Roma. La Rosa de Oro y las espinas». ABC. 24 de marzo de 1923. pp. 18-19.

- Datos: Q108168108
- Multimedia: Delivery of the Golden Rose (Spain) / Q108168108